# HFI-børn
HFI står for Hjemmet Fungerer Ikke.
Et begreb, der er kommet ind i børnepædagogikkens lærebøger de seneste år af mangel på bedre udtryk. Rammer i flere tilfælde mere præcist end begrebet 'samspilsramt'.

## Andrebørnebegreber
Bimmerbørn, curlingbørn, dampbørn, forhandlerbørn, zapperbørn
 Der er for få eller ingen kildehenvisninger i denne artikel, hvilket er et problem. Du kan hjælpe ved at angive troværdige kilder til de påstande, som fremføres i artiklen.

| Familie | Spire Denne artikel om familie og parforhold er en spire som bør udbygges. Du er velkommen til at hjælpe Wikipedia ved at udvide den. |